# Кејуга (Њујорк)
Кејуга (енгл. Cayuga) град је у америчкој савезној држави Њујорк.

## Демографија
По попису из 2010. године број становника је 549, што је 40 (7,9%) становника више него 2000. године.
| Група             | 2000.       | 2010.       |
| Белци             | 502 (98,6%) | 532 (96,9%) |
| Афроамериканци    | 2 (0,4%)    | 5 (0,9%)    |
| Азијати           | 0 (0,0%)    | 1 (0,2%)    |
| Хиспаноамериканци | 2 (0,4%)    | 1 (0,2%)    |
| Укупно            | 509         | 549         |